# Allas-Champagne
Allas-Champagne é uma comuna francesa localizada no departamento de Charente-Maritime na região de Nova Aquitânia, no sudoeste da França. Seus habitantes são conhecidos como Allasiens ou Allasiennes.